# Beatriz Ferreira
Beatriz Iasmin Soares Ferreira (* 9. Dezember 1992 in Salvador, Bahia) ist eine brasilianische Boxerin und aktuelle IBF-Weltmeisterin im Leichtgewicht.

## Amateurkarriere
Die Tochter des ehemaligen Profiboxers Raimundo Ferreira wurde 2017, 2018 und 2020 Brasilianische Meisterin im Leichtgewicht. Sie gewann 2017 die Panamerikameisterschaften in Tegucigalpa, wobei sie im Finale Caroline Veyre besiegte und gewann auch die Südamerikaspiele 2018 in Cochabamba, wobei sie unter anderem Dayana Sánchez, María Palacios und Yeni Arias schlagen konnte. Im selben Jahr wiederholte sie in Vargas den Gewinn der Panamerikameisterschaften.
2019 siegte sie bei den Panamerikanischen Spielen in Lima, wobei sie sich unter anderem gegen Rashida Ellis und Dayana Sánchez durchsetzen konnte, zudem gewann sie Silber bei den Militärweltspielen in Wuhan. Ihren bis dahin größten Erfolg erreichte sie bei den Weltmeisterschaften 2019 in Ulan-Ude. Durch Siege gegen Keamogetse Kenosi, Omailyn Alcalá, Natalja Schadrina, Rashida Ellis und Wang Cong wurde sie Weltmeisterin.
Durch ihre Ranglistenplatzierung erhielt sie einen Startplatz bei den Olympischen Spielen 2020 in Tokio. Dort erreichte sie gegen Wu Shih-yi, Raykhona Kodirova und Mira Potkonen das Finale, wo sie gegen Kellie Harrington unterlag und die olympische Silbermedaille gewann.
Im September 2021 gewann sie die Militär-Weltmeisterschaften der CISM in Moskau und im März 2022 die Panamerikameisterschaft in Guayaquil.
Bei der Weltmeisterschaft 2022 in Istanbul wurde sie nach einer knappen Finalniederlage mit 2:3 gegen Rashida Ellis, Vize-Weltmeisterin. Bei der nächsten WM, 2023 in Neu-Delhi, gewann sie dann die Goldmedaille mit Siegen gegen Danielle Scanlon, Ayaka Taguchi, Oh Yeon-ji und Angie Valdés. Zudem gewann sie die  Panamerikanischen Spiele 2023. Bei den Olympischen Sommerspielen 2024 in Paris schied sie im Halbfinale gegen Kellie Harrington mit einer Bronzemedaille aus.

## Profikarriere
Ferreira unterschrieb vor ihrem Profidebüt im November 2022 bei Matchroom und Manager Brian Peters. Am 27. April 2024 boxte sie in Liverpool um den von Katie Taylor niedergelegten und dadurch vakant gewordenen IBF-Weltmeistertitel im Leichtgewicht und siegte dabei gegen die Argentinierin Yanina Lescano.